# Джанджоу
 Тази статия е за града в Китай.  За префектурата вижте Джанджоу (префектура).  
Джанджоу е град в югоизточен Китай, административен център на градска префектура Джанджоу в провинция Фудзиен. Общото население на цялата префектура, която включва и града, е 4 809 983 жители, а градската част е с 596 165 жители (2010 г.). Намира се в часова зона UTC+8. Средната годишна температура е около 22 градуса. Пощенският му код е 363000, а телефонния 596. В началото на 20 век градът е бил ограден от 68 км стена.